# 迎接镇
迎接镇，是中华人民共和国四川省资阳市雁江区下辖的一个乡镇级行政单位。2019年12月，将迎接镇青龙村、龙凼村所属行政区域划归松涛镇管辖。

## 行政区划
迎接镇下辖以下地区：
余家寺社区、龙凼村、牛藤村、焦柏村、前丰村、龙家村、黄添村、大河村、天元村、打卦石村、核桃村、化龙村、水库村、黄板村、分水村、浸水村、龙滩村、青龙山村、白马村和东庵村。